# Renaud V de Pons
Renaud V, sire de Pons (né vers 1330, mort en 1356), fils de Renaud IV de Pons et de Jeanne d'Albret (1305-1358), dame de Ribérac, est un important seigneur féodal du XIVe siècle.

## Biographie
Renaud V est seigneur de Pons, vicomte de Carlat et en partie de Turenne, seigneur de Ribérac, de Montfort.
Il se marie avec la fille de Guillaume de Flotte, seigneur de Ravel qui lui donne au moins deux fils :
- Renaud VI, son successeur,
- Hélie de Pons, évêque d'Angoulême

Il est capitaine pour le roi en Périgord et Limousin.
Sur le point de partir pour l'armée, il teste en 1356, désignant pour administrateurs de Renaud, son fils, les nobles seigneurs Aimeric de La Roche, Jean Le Meingre, Guillaume de Vassal et  Aimar de Polignac (de la Saintonge).
Il est tué dix ans plus tard, le 19 décembre 1365, à la bataille de Maupertuis près de Poitiers[réf. nécessaire].